# 火星撞地球
《火星撞地球》（英語：Odd Couple）是香港麗的電視製作的電視劇集，在1982年5月首播，共10集，由梁天擔任監製，鄭丹瑞擔任故事編審，主演有萬梓良、岳華、張美璉、董驃、熊良錫、邵音音、李燕萍等。
本劇監製梁天在劇中客串飾演一名心理醫生。

## 主要演員
- 萬梓良 飾 郭德良
- 岳　華 飾 周華
- 董　驃 飾 何標
- 熊良錫 飾 洪寶石
- 張美璉 飾 林秋霞
- 李燕萍 飾 景泰藍
- 邵音音 飾 何太
- 李燕燕 飾 何琪琪
- 陳維英 飾 Dolly
- 甘　山  飾 蘇大偈
- 陳植槐 飾 陳伯
- 馮　真 飾 鄭佩
- 潘婉芬 飾 Jully
- 曹達華 飾 Paul

## 外部鏈接
- 火星撞地球 （页面存档备份，存于）